# Beaucoups of Blues
Beaucoups of Blues es el segundo álbum de estudio del músico británico Ringo Starr, lanzado al mercado por Apple Records el 25 de septiembre de 1970.
Junto con su predecesor, Sentimental Journey, Beaucoups of Blues, que recoge canciones de country, marca un distanciamiento de la música rock dominante en The Beatles, cuya separación tuvo lugar cinco meses antes de la publicación del álbum.
Tras su publicación, Beaucoups of Blues obtuvo un éxito comercial y de crítica moderado, alcanzando el puesto 65 en la lista estadounidense Billboard 200 y el 35 en la lista estadounidense de música country. Debido a la escasa recepción comercial de sus trabajos, Ringo decidió aparcar momentáneamente su carrera musical y centrarse en su actividad cinematográfica, con la grabación del documental de T. Rex Born to Boogie.

## Trasfondo
Durante su participación en las sesiones de grabación del álbum de George Harrison All Things Must Pass, que comenzaron el 26 de mayo, Ringo se encontró con Peter Drake, un productor musical de la escena del country and western de Nashville (Tennessee), a quien Harrison había llamado para que tocase el pedal steel guitar en el álbum. Según comentó el propio Ringo en una entrevista concedida en 1990:

«Estaba trabajando con George en su primer álbum en Abbey Road y trajo a Peter Drake para tocar el pedal steel desde Nashville. Mandé mi coche para que recogiera a Drake en el aeropuerto y se sorprendió de la cantidad de cintas que encontró en mi coche sobre música country junto a rock and roll y más discos. Siempre me gustó la música country. Como Liverpool era un puerto, entraba mucha música de Estados Unidos y se convirtió la capital de la música country en Inglaterra.

Peter Drake había trabajado con anterioridad con músicos de renombre como Elvis Presley y Bob Dylan. Ringo preguntó a Drake si podía grabar un disco con la misma rapidez que Dylan grabó Nashville Skyline, publicado un año antes, y a pesar de un primer intento por grabar en Londres, Drake convenció a Ringo de que viajase a Nashville, que se desplazó a la ciudad el 22 de junio para empezar a grabar Beaucoups of Blues.
Drake solicitó a varios compositores de música country que compusiesen varios temas de forma específica para el álbum. Las canciones fueron seleccionadas por el propio Ringo a partir de demos, gran parte de ellas enviadas a Inglaterra y otras escuchadas una vez que Ringo estaba en Nashville. A pesar de pertenecer a otros músicos, las canciones fueron publicadas a través de la propia empresa editorial de Ringo, Startling Music.

## Grabación
Aunque gran parte del material de Beaucoups of Blues fue grabado en dos sesiones entre los días 30 de junio y 1 de julio, Drake produjo varias sesiones con anterioridad junto a The Jordanaires para grabar coros con el fin de que Ringo cantase por encima de ellos.
Once de las doce canciones finalmente seleccionadas fueron composiciones específicamente escritas para el álbum, con una única canción compuesta dos años antes, «Wine, Women and Loud Happy Songs». Además de las canciones incluidas en el álbum, las sesiones de grabación de Beaucoups of Blues dieron lugar a otros dos temas: «Early 1970», publicada un año después como cara B del sencillo «It Don't Come Easy», y «Coochy-Coochy», una jam session de 28 minutos de duración publicada en la reedición de Beaucoups of Blues en 1995. Un último tema, inédito hasta la fecha y titulado «The Wishing Book», fue también grabado durante las sesiones de Beaucoups of Blues.

## Recepción
Beaucoups of Blues fue publicado en septiembre de 1970 con cierta confusión tanto por parte de la crítica musical como de los propios seguidores de The Beatles debido al inesperado giro musical del álbum. Aunque fue mejor valorado por la crítica musical en relación con Sentimental Journey, Beaucoups of Blues no entró en la lista británica UK Singles Chart y tampoco superó a su predecesor en la lista estadounidense Billboard 200, donde alcanzó el puesto 65. No obstante, el álbum obtuvo mejores resultados en países como Canadá, donde alcanzó el puesto 34, en Australia, donde consiguió el puesto 33, y en Noruega, donde alcanzó el puesto 21.
No obstante, el álbum fue señalado de forma retrospectiva como un interesante esfuerzo creativo de Ringo por algunos críticos musicales. En este aspecto, Bob Woffinden escribió en su libro The Beatles Apart: «Ringo cogió su oportunidad y su lúgubre voz hogareña encajó en esas típicas canciones sensibleras de country de maravilla. Es uno de los mejores trabajos en solitario de un Beatle».
El crítico musical Robert Christgau valoró Beaucoups of Blues como un álbum mejor que Sentimental Journey y comentó: «Al final, llega a hacerse pasar por Buck Owens en un disco entero. Tengo que admitir que con la distancia no canta plano. A veces la voz amenaza por desaparecer por completo. Pero tanto las canciones como la producción de Peter Drake denotan una obsesión de alta calidad. Y Ringo sigue siendo Ringo, lo que significa que es bueno haciéndose sentir».
Aun así, la tibia recepción comercial de sus primeros trabajos llevó a Ringo a aparcar momentáneamente su carrera musical y centrarse en intereses cinematográficos. Al volver a Inglaterra, se estrenó como director cinematográfico en el documental sobre T. Rex Born to Boogie, publicando solo dos sencillos entre 1970 y 1972: «It Don't Come Easy» y «Back Off Boogaloo».

## Reediciones
En 1995, Capitol Records reeditó Beaucoups of Blues de forma paraela a Sentimental Journey. La reedición incluyó la lista original de canciones más dos temas extra: «Coochy Coochy», cara B del sencillo «Beaucoups of Blues», y «Nashville Jam», una improvisación grabada durante las sesiones. En 2007, con motivo del regreso de Starr al sello discográfico para publicar Liverpool 8, Capitol publicó Beaucoups of Blues junto a Sentimental Journey, Ringo y Goodnight Vienna por primera vez en formato de descarga digital.

## Lista de canciones
| Cara A |                                         |                             |          |  |
| N.º    | Título                                  | Escritor(es)                | Duración |  |
| 1.     | «Beaucoups of Blues»                    | Buzz Rabin                  | 2:33     |  |
| 2.     | «Love Don't Last Long»                  | Chuck Howard                | 2:45     |  |
| 3.     | «Fastest Growing Heartache In The West» | Larry Kingston/Fred Dycus   | 2:34     |  |
| 4.     | «Without Her»                           | Sorrells Pickard            | 2:35     |  |
| 5.     | «Woman Of The Night»                    | Sorrells Pickard            | 2:21     |  |
| 6.     | «I'd Be Talking All The Time»           | Chuck Howard/Larry Kingston | 2:10     |  |

| Cara B |                                     |                  |          |  |
| N.º    | Título                              | Escritor(es)     | Duración |  |
| 7.     | «$15 Draw»                          | Sorrells Pickard | 3:29     |  |
| 8.     | «Wine, Women and Loud Happy Songs»  | Larry Kingstone  | 2:18     |  |
| 9.     | «I Wouldn't Have You Any Other Way» | Chuck Howard     | 3:00     |  |
| 10.    | «Loser's Lounge»                    | Bobby Pierce     | 2:23     |  |
| 11.    | «Waiting»                           | Chuck Howard     | 2:54     |  |
| 12.    | «Silent Homecoming»                 | Sorrells Pickard | 4:00     |  |

| Bonus tracks (reedición de 1995) |                 |                        |          |  |
| N.º                              | Título          | Escritor(es)           | Duración |  |
| 13.                              | «Coochy Coochy» | Richard Starkey        | 4:48     |  |
| 14.                              | «Nashville Jam» | Daniels, Kirby, Howard | 6:40     |  |

## Personal
- Ringo Starr: voz, batería y guitarra acústica
- Jim Buchanan: violín
- Charlie Daniels: guitarra
- Pete Drake: pedal steel guitar
- D.J. Fontana: batería
- Buddy Harman: bajo
- Chuck Howard: guitarra
- Roy Huskey: bajo
- The Jordanaires: coros
- Ben Keith: pedal steel guitar
- Jeannie Kendal: voz en «I Wouldn't Have You Any Other Way»
- Jerry Kennedy: guitarra
- Dave Kirby: guitarra
- Grover Lavernder: violín
- Charlie McCoy: armónica
- Sorrells Pickard: guitarra
- Jerry Reed: guitarra
- George Richey: violín
- Jerry Shook: guitarra

## Posición en listas
| País           | Lista                  | Posición |
| -------------- | ---------------------- | -------- |
| Australia      | ARIA Albums Chart      | 33       |
| Canadá         | RPM Albums Chart       | 34       |
| Estados Unidos | Billboard 200          | 65       |
| Estados Unidos | Top Country Albums     | 35       |
| Noruega        | VG-lista Top 40 Albums | 21       |

| Sencillo             | País           | Lista              | Posición |
| -------------------- | -------------- | ------------------ | -------- |
| «Beaucopus of Blues» | Australia      | ARIA Singles Chart | 66       |
| «Beaucopus of Blues» | Canadá         | RPM Top Singles    | 35       |
| «Beaucopus of Blues» | Estados Unidos | Billboard Hot 100  | 87       |